# Nell Cattrysse
Nell Cattrysse é uma atriz belga. Seu primeiro trabalho nas telas foi no filme The Broken Circle Breakdown, de 2012, dirigido por Felix Van Groeningen,  no qual interpretou a jovem Maybelle, com apenas 5 anos de idade.   O filme concorreu ao Oscar de 'Melhor Filme Estrangeiro' em 2014, como representante da Bélgica.
A atriz participou de algumas produções belgas entre 2013 e 2021. Dentre eles, o longametragem adolescente Bittersweet Sixteen (2021), onde interpretou Kat.  Estreiou em séries de TV no ano de 2023, na sétima temporada da série wtFOCK, na qual interpretou Bobbie de Bruyn, uma jovem DJ,   reprisando o papel na série Otis (2024), um spin-off  de wtFOCK. 

## Filmografia
- The Broken Circle Breakdown (2012) - como Maybelle [3]
- Het vonnis (2013) - como Anna Segers  [7]
- Labyrinthus (2014) - como Dorien  [8]
- Façades (2017) - como Alex (jovem) [3]
- Vele Hemels Boven De Zevende (2017) - como Lou [9] [3]
- Bittersweet Sixteen (2021) - como Kat [3]
- wtFOCK: ANAÏS (2023) - como Bobbie de Bruyn [5]
- Otis (2024) - como Bobbie de Bruyn [10]